# Миноносец № 222
№ 222 — один из десяти миноносцев типа «Циклон», построенных для Российского императорского флота.

## История корабля
12 апреля 1902 года зачислен в списки судов Балтийского флота, в 1901 году заложен на заводе акционерного общества «В. Крейтон и Ко». Спущен на воду 15 октября 1901 года, вступил в строй 13 сентября 1902 года.
Вместе с «№ 221» и «№ 223» входил в состав эскадры вице-адмирала А. А. Вирениуса и направлялся на Дальний Восток. После начала Русско-японской войны получил приказ о возвращении в Россию. 12 мая 1905 года вышел из Пирея в Россию и 22 августа прибыл в Либаву.
В 1908 году прошёл капитальный ремонт корпуса в Гельсингфорсе. 29 августа 1914 года был оборудован тральными устройствами и переклассифицирован в тральщик, а 28 апреля 1915 года — в посыльное судно и зачислен в состав 1-го дивизиона тральной дивизии. Во время Первой мировой войны осуществлял боевое траление в Финском заливе.
15 марта 1918 года был передан в распоряжение Финляндской социалистической рабочей республики. 12 апреля 1918 года оставлен в Гельсингфорсе и там реквизирован вооружёнными формированиями буржуазной Финляндии. Входил в состав Финского флота под наименованием «C4».
В 1922 году, по Юрьевскому мирному договору, подлежал возврату РСФСР, но как окончательно устаревший был продан Финляндии как металлолом.

## Командиры
- хх.хх.1904 — 25.04.1905 — капитан 2-го ранга Левитский, Александр Иванович
- 25.04.1905 — 30.05.1905[1] — лейтенант Хмелёв, Сергей Леонидович